# فرق عالية الأداء
الفرق عالية الأداء هي الفرق أو المنظمات أو المجموعات شديدة التركيز على أهدافها النهائية والتي تتفوق في بلوغ أهدافها المؤقتة.